# 서울 흥천사 목조여래좌상
흥천사 목조여래좌상(興天寺 木造如來坐像)은 대한민국 서울특별시 성북구 흥천사에 있는 조선시대의 불상이다. 2017년 6월 8일 서울특별시의 유형문화재 제413호로 지정되었다.

## 지정 사유
흥천사에 전해오는 목조여래좌상으로 크기로 보아 『조선총독부관보』 1811호(1933년 1월 24일)와 『봉은본말사지』(1943년)의 흥천사 목록에 보이는 1척 8촌의 아미타불상으로 생각된다.
허리가 길고 어깨가 넓은 신체 비례에서 임진왜란 이전의 조선전기 불상의 특징을 보이며, 앉은 자세와 신체 비례, 세부 표현 등에서 1606년 공주 동학사 목조석가여래삼불좌상(보물 제1719호), 동학사 아미타불상, 석가여래좌상 등과 비견된다. 조성연대에 관한 기록은 없으나 양식적으로 16세기 말에서 17세기 초 조성된 것으로 추정되어 조선후기 불교조각사 연구 자료로서 서울시 유형문화재로 지정할 만한 가치가 있다.

## 조사 보고서
서울특별시 성북구 흥천사길 29(돈암동) 흥천사에 전해오는 목조여래좌상은 높이 56.3cm로 조선시대에 조성된 중소형 불상이다. 불상의 크기로 보아 조선총독부 관보(1933년)와 『봉은본말사지』에 실린 「흥천사 귀중품 목록」에 보이는 1척8촌의 아미타불상으로 생각된다.
불상은 전체적으로 보존상태가 양호한데, 허리가 길고 어깨가 넓은 장대한 신체의 비례는 조선시대 불상 가운데서도 임진왜란 이전의 조선전기 불상에서 볼 수 있는 특징으로 주목된다. 얼굴을 약간 앞으로 내밀어 아래를 내려다보는 자세를 취하고, 불신(佛身)의 크기에 비해 얼굴은 작은 편이며, 그에 비해서 머리의 측면 폭은 넓다.
육계가 낮아 머리와의 경계가 드러나지 않는 두부에는 나발이 큼직하고 중앙에 반달형의 중간계주와 정상에 둥근 원통형의 정상계주(頂上髻珠)가 표현되었다. 개금이 두꺼워 이목구비의 세부를 알아보기 어려우나 미간의 백호에는 수정이 박혀있고 우뚝한 콧날과 넓은 인중, 미소띤 자비로운 입가에서 차분하고 단엄한 상호를 보인다.
대의(大衣)를 입은 착의형식은 가사를 두벌 겹쳐 입은 이른바 이중착의법(또는 변형 편단우견)으로 오른쪽 어깨에 부견의(覆肩衣)로 불리는 옷이 걸쳐지고 대의자락이 왼쪽 어깨 뒤로 넘겨져 늘어졌다. 앞가슴은 U자형 넓게 열려 안에 입은 내의(승각기)가 접혀서 사선의 주름을 이루는 것이 잘 드러나고 가부좌한 두 다리를 덮은 옷자락은 오른발을 반쯤 덮고 무릎 아래로 흘러내리면서 양 무릎위에 주름을 이루고 있다. 양 손은 통통하고 손가락 하나하나가 힘 있게 조각되었다. 수인(手印)은 설법인(說法印, 下品中生印으로도 불림)으로 오른손은 어깨 높이로 올려 엄지와 중지를 맞댈 듯이 가까이 하고 왼손은 아래로 내려 엄지와 중지를 맞댈 듯 가까이 하고 있다.
불상의 뒷면에는 넓은 직사각형의 복장공이 있으나 현재 불상의 바닥에 인위적으로 뚫은 가로지름 10.2cm, 세로지름 11cm의 원형 복장공이 뚫려있고 복장물은 없어진 상태이다. 다만 지본묵서의 다라니 2건과 발원자명이 묵서된 목판(13cm x9.1cm)이 남아있는데, 다라니 2건은 처음 조성 당시의 것일 가능성도 있을 것으로 생각된다.
이 불상은 얼굴을 앞으로 내민 듯한 자세를 비롯해서, 허리가 길고 어깨가 넓은 장신형의 신체 비례와 체구에 비해 작은 얼굴과 이목구비의 표현, 상호 등, 세부 표현에서 1606년에 조성된 공주 동학사 목조석가여래삼불좌상(보물 제 1719호)과 매우 유사함을 보인다. 특히, 사선으로 표현된 내의가 비스듬히 물결처럼 휘어진 것과 살이 많아 두터운 손과 구부린 손가락의 형태는 동학사 아미타불상과 비교될 만하고, 다리를 덮은 옷주름의 표현은 본존 동학사 석가여래좌상과 흡사하다. 공주 동학사 석가여래삼불좌상이 17세기 초의 작품인 것을 감안할 때, 흥천사 목조여래좌상 역시 16세기 말에서 17세기 초 사이에 조성된 것으로 보아서 무리가 없을 것이다. 특히, 동학사 목조석가여래삼불좌상은 조각승 석준(釋俊)과 각민(覺敏) 등이 제작한 것으로 추정되고 있어 이 삼불좌상과 여러 면에서 유사한 흥천사 목조여래좌상도이들 조각승 유파에 의해 제작되었을 가능성이 있을 것으로 생각된다.
흥천사 목조여래좌상은 조성발원문이나 복장이 남아있지 않지만, 조형적으로 우수하고 보존상태도 양호하다. 양식적인 면에서 볼 때 16세기 말에서 17세기 초 무렵에 조성된 것으로 추정되어 조선후기 불교조각사 연구에 중요한 자료로 활용될 수 있는 작품이라고 판단된다. 따라서 유형문화재로 지정하여 보존하는 것이 바람직할 것으로 생각된다.

## 참고 자료
- 흥천사 목조여래좌상 - 국가유산청 국가유산포털